# THEオファー
『THEオファー』（ザ・オファー）は、2025年4月20日（19日深夜）から、TBS（※一部地域を除く）で毎週日曜0:28 - 0:58（土曜深夜、JST）に放送されているバラエティ番組。LDHの番組。

## 概要
LDHのアーティストが自らオファーをして、この番組でしか見られないスペシャルなコラボを届けていくバラエティ番組。

## 出演
EXILE TRIBE

## 放送リスト
| 回 | 放送日  | タイトル                                  | オファーをしたメンバー |
| -- | ------- | ----------------------------------------- | ---------------------- |
| 1  | 4月19日 | ATSUSHI復活ライブで一緒に歌いたい! 前編   | 小波津志               |
| 2  | 4月26日 | ATSUSHI復活ライブで一緒に歌いたい! 完結編 | 小波津志               |
| 3  | 5月3日  | ダンスがうまいやつ出てこいや              | 佐野玲於、世界         |
| 4  | 5月10日 | ダンスがうまいやつ出てこいや 完結編       | 佐野玲於、世界         |
| 5  | 5月17日 | 焼肉の最強部位が食べたい!                 | 神谷健太、木村慧人     |
| 6  | 5月24日 | 焼肉の最強部位が食べたい! 完結編!         | 神谷健太、木村慧人     |
| 7  | 5月31日 | 最強の漢になりたい!                       | 中務裕太               |
| 8  | 6月7日  | “最強への道”俺と戦ってください!           | 中務裕太               |
| 9  | 6月14日 | ゴルフの”世界一”と戦いたい!               | 武知海青               |
| 10 | 6月21日 | 大会で優勝して名をあげたい!               | TAKUMI                 |
| 11 | 6月28日 | 僕たちの知らない“覚醒メシ”が食べたい      | RIKU、龍、後藤拓磨     |
| 12 | 7月5日  | LDH最強ダンスチームを作りたい! 前編       | 中務裕太、小森隼       |
| 13 | 7月12日 | LDH最強ダンスチームを作りたい! 後編       | 中務裕太、小森隼       |
| 14 | 7月19日 | “最強の漢”になりたい 第三弾               | 中務裕太               |
| 15 | 7月26日 | アルバイトを経験させたい                  | EXILE AKIRA            |
| 16 | 8月2日  | アルバイトを経験させたい 完結編           | EXILE AKIRA            |
| 17 | 8月9日  | 「音楽の日」裏側スペシャル                |                        |
| 18 | 8月16日 | アクションムービーが撮りたい! 前編        | 剣、深堀未来、GHEE     |

## ネット局と放送時間
| 放送対象地域   | 放送局            | 系列    | 放送時間                     | ネット状況 | 備考・脚注 |
| -------------- | ----------------- | ------- | ---------------------------- | ---------- | ---------- |
| 関東広域圏     | TBSテレビ         | TBS系列 | 日曜 0:28 - 0:58（土曜深夜） | 【制作局】 | 【制作局】 |
| 青森県         | 青森テレビ（ATV） | TBS系列 | 日曜 0:28 - 0:58（土曜深夜） | 同時ネット |            |
| 岩手県         | IBC岩手放送       | TBS系列 | 日曜 0:28 - 0:58（土曜深夜） | 同時ネット |            |
| 鳥取県・島根県 | 山陰放送（BSS）   | TBS系列 | 日曜 0:28 - 0:58（土曜深夜） | 同時ネット |            |
| 岡山県・香川県 | RSK山陽放送       | TBS系列 | 日曜 0:28 - 0:58（土曜深夜） | 同時ネット |            |
| 愛媛県         | あいテレビ（itv） | TBS系列 | 日曜 0:28 - 0:58（土曜深夜） | 同時ネット |            |